# Lasianthus dalatensis
Lasianthus dalatensis är en måreväxtart som beskrevs av Herbert Fuller Wernham. Lasianthus dalatensis ingår i släktet Lasianthus och familjen måreväxter.
Artens utbredningsområde är Vietnam. Inga underarter finns listade i Catalogue of Life.